# كارلي سيمون
كارلي إليزابيث سيمون (بالإنجليزية: Carly Elisabeth Simon)‏ هي مغنية وكاتبة أغاني وكاتبة أطفال أمريكية ولدت في يوم 25 يونيو 1945 في مدينة نيويورك، والدها ريتشارد إل. سيمون هو رجل أعمال يهودي ألماني وناشر، والدتها أندريا هينيمان هي مغنية وناشطة حقوق مدنية كوبية الأصل. بدأت بالغناء مع شقيقتها لوسي سيمون. أغانيها إحتلت المراتب الأولى في الولايات المتحدة، فازت بجائزة غرامي كأفضل فنانة جديدة بعد إنتاج ألبومها كارلي سيمون في سنة 1971 وألبومها نو سيكريتس في سنة 1972 إحتل المركز الأول في بيلبورد، أغنيتها ليت ريفر رن في سنة 1988 وألتي أنتجتها لفيلم الفتاة العاملة أصبحت أول أغنية تفوز بجوائز غرامي وجائزة الأوسكار وجائزة غولدن غلوب. تزوجت كارلي سيمون مرتين، زواجها الأول كانت من المغني جيمس تايلور وألذي أنجبت منه إبنتها سالي تايلور في سنة 1974 و ببن تايلور في سنة 1977.

## روابط خارجية
- كارلي سيمون على موقع IMDb (الإنجليزية)
- كارلي سيمون على موقع الموسوعة البريطانية (الإنجليزية)
- كارلي سيمون على موقع روتن توميتوز (الإنجليزية)
- كارلي سيمون على موقع ألو سيني (الفرنسية)
- كارلي سيمون على موقع ميوزك برينز (الإنجليزية)
- كارلي سيمون على موقع رولينغ ستون (الإنجليزية)
- كارلي سيمون على موقع أول موفي (الإنجليزية)
- كارلي سيمون على موقع قاعدة بيانات برودواي على الإنترنت (الإنجليزية)
- كارلي سيمون على موقع قاعدة بيانات الأفلام السويدية (السويدية)
- كارلي سيمون على موقع إن إن دي بي (الإنجليزية)